# S&P/TSX 60
L'indice finanziario S&P/TSX 60 è un indice del mercato azionario delle 60 più grandi aziende quotate nella Borsa di Toronto. Mantenuto dalla Commissione canadese S&P Index, una unità di Standard & Poor's, attualmente comprende aziende di 10 diversi settori industriali. 
Combinato con l'indice S&P/TSX Completion Index forma  l'indice composito S&P/TSX.

## Aziende quotate
Venerdì 18 Settembre 2015.
| Symbol | Company                                                                                 | Sector                       |
| ------ | --------------------------------------------------------------------------------------- | ---------------------------- |
| AEM    | Agnico Eagle Mines Limited Mines Agnico Eagle limitée (FR)                              | Materiali                    |
| AGU    | Agrium Inc.                                                                             | Materiali                    |
| ATD.B  | Alimentation Couche-Tard Inc.                                                           | Beni di prima necessità      |
| ARX    | ARC Resources Ltd.                                                                      | Energia                      |
| BMO    | Bank of Montreal Banque de Montréal (FR)                                                | Finanziario                  |
| BNS    | Bank of Nova Scotia La Banque de Nouvelle - Écosse (FR)                                 | Finanziario                  |
| ABX    | Barrick Gold Corporation Société aurifère Barrick (FR)                                  | Materiali                    |
| BCE    | BCE Inc.                                                                                | Servizi di telecomunicazione |
| BB     | BlackBerry Limited                                                                      | Information Technology       |
| BBD.B  | Bombardier Inc.                                                                         | Industriale                  |
| BAM.A  | Brookfield Asset Management Inc.                                                        | Finanziario                  |
| CCO    | Cameco Corporation Corporation Cameco (FR)                                              | Energia                      |
| CM     | Canadian Imperial Bank of Commerce Banque canadienne impériale de commerce (FR)         | Finanziario                  |
| CNR    | Canadian National Railway Company Compagnie des chemins de fer nationaux du Canada (FR) | Industriale                  |
| CNQ    | Canadian Natural Resources Limited                                                      | Energia                      |
| COS    | Canadian Oil Sands Limited                                                              | Energia                      |
| CP     | Canadian Pacific Railway Limited Chemin de fer Canadien Pacifique limitée (FR)          | Industriale                  |
| CTC.A  | Canadian Tire Corporation, Limited La Société Canadian Tire limitée (FR)                | Beni di consumo voluttuari   |
| CCT    | Catamaran Corporation                                                                   | Salute                       |
| CVE    | Cenovus Energy Inc.                                                                     | Energia                      |
| GIB.A  | CGI Group Inc. Groupe CGI inc. (FR)                                                     | Information Technology       |
| CSU    | Constellation Software Inc.                                                             | Information Technology       |
| CPG    | Crescent Point Energy Corp.                                                             | Energia                      |
| DOL    | Dollarama Inc.                                                                          | Beni di consumo voluttuari   |
| ELD    | Eldorado Gold Corporation                                                               | Materiali                    |
| ENB    | Enbridge Inc.                                                                           | Energia                      |
| ECA    | Encana Corporation                                                                      | Energia                      |
| FM     | First Quantum Minerals Ltd.                                                             | Materiali                    |
| FTS    | Fortis Inc.                                                                             | Utilities                    |
| FNV    | Franco-Nevada Corporation                                                               | Materiali                    |
| WN     | George Weston Limited George Weston limitée (FR)                                        | Beni di prima necessità      |
| GIL    | Gildan Activewear Inc. Les Vêtements de Sport Gildan inc. (FR)                          | Beni di consumo voluttuari   |
| G      | Goldcorp Inc.                                                                           | Materiali                    |
| HSE    | Husky Energy Inc.                                                                       | Energia                      |
| IMO    | Imperial Oil Limited Compagnie pétrolière Impériale ltée (FR)                           | Energia                      |
| K      | Kinross Gold Corporation                                                                | Materiali                    |
| L      | Loblaw Companies Limited Les Compagnies Loblaw limitée (FR)                             | Beni di prima necessità      |
| MG     | Magna International Inc.                                                                | Beni di consumo voluttuari   |
| MFC    | Manulife Financial Corporation Société Financière Manuvie (FR)                          | Finanziario                  |
| MRU    | Metro Inc. Metro inc. (FR)                                                              | Beni di prima necessità      |
| NA     | National Bank of Canada Banque nationale du Canada (FR)                                 | Finanziario                  |
| PPL    | Pembina Pipeline Corporation                                                            | Energia                      |
| PWT    | Penn West Petroleum Ltd.                                                                | Energia                      |
| POT    | Potash Corporation of Saskatchewan Inc.                                                 | Materiali                    |
| POW    | Power Corporation of Canada Power Corporation du Canada (FR)                            | Finanziario                  |
| RCI.B  | Rogers Communications Inc.                                                              | Servizi di telecomunicazione |
| RY     | Royal Bank of Canada Banque royale du Canada (FR)                                       | Finanziario                  |
| SAP    | Saputo Inc. Saputo inc. (FR)                                                            | Beni di prima necessità      |
| SJR.B  | Shaw Communications Inc.                                                                | Beni di consumo voluttuari   |
| SLW    | Silver Wheaton Corp.                                                                    | Materiali                    |
| SNC    | SNC-Lavalin Group Inc. Groupe SNC-Lavalin Inc. (FR)                                     | Industriale                  |
| SLF    | Sun Life Financial Inc. Financière Sun Life inc. (FR)                                   | Finanziario                  |
| SU     | Suncor Energy Inc. Suncor Énergie inc. (FR)                                             | Energia                      |
| TLM    | Talisman Energy Inc. Société d'énergie Talisman inc. (FR)                               | Energia                      |
| TCK.B  | Teck Resources Limited Ressources Teck Limitée (FR)                                     | Materiali                    |
| T      | Telus Corporation                                                                       | Servizi di telecomunicazione |
| TRI    | Thomson Reuters Corporation                                                             | Beni di consumo voluttuari   |
| THI    | Tim Hortons Inc.                                                                        | Beni di consumo voluttuari   |
| TD     | Toronto-Dominion Bank La Banque Toronto-Dominion (FR)                                   | Finanziario                  |
| TA     | TransAlta Corporation                                                                   | Utilities                    |
| TRP    | TransCanada Corporation                                                                 | Energia                      |
| VRX    | Valeant Pharmaceuticals International, Inc.                                             | Salute                       |
| YRI    | Yamana Gold Inc.                                                                        | Materiali                    |